# Копальня Іда-Бей
Копальня Іда-Бей – колишній гірничодобувний майданчик на південному сході Австралії, на острові Тасманія. Також була відома як Bender’s quarry.
В 1919 році на півдні Тасманії почав роботу завод карбіду кальцію у Електроні, технологічний цикл якого потребував високоякісного вапняку (з останнього випалювали вапно, яка дали плавили з вугіллям у елктропечах). Поставки вапняку до Електрони організували з копальні у Іда-Бей, відстань до якої по морю складала дещо більше за півсотні кілометрів. 
Вапянк видобували відкритим способом, після чого вивозили по невеликій залізниці. Остання первісно  використовувалась для лісозаготівель, проте була закинута, а потім модернізована для потреб вапнякової копальні. Первісно колія вела до пристані Брік-Пойнт в пониззі Луна-Рівер, проте в подальшому була подовжена до затоки Діп-Хоул, оскільки наноси заважали суднам заходити до річки. В цілому залізниця мала довжину біля семи кілометрів. До 1948-го використовували паровози, а потім перейшли на дизельні локомотиви.
Транспортування продукції копальні по морю до Електрони здійснювали невеликі судна, наприклад, дерев’яна тримачтова шухна «Cathkit» тонажем 187 GRT, що здійснювала рейс протягом тижня та могла перевозити 300 тонн вапняку. В 1960-х «Cathkit» та ще одне судно «Alma Doepel» перевозили разом біля 29 тисяч тонн вапняку на рік.

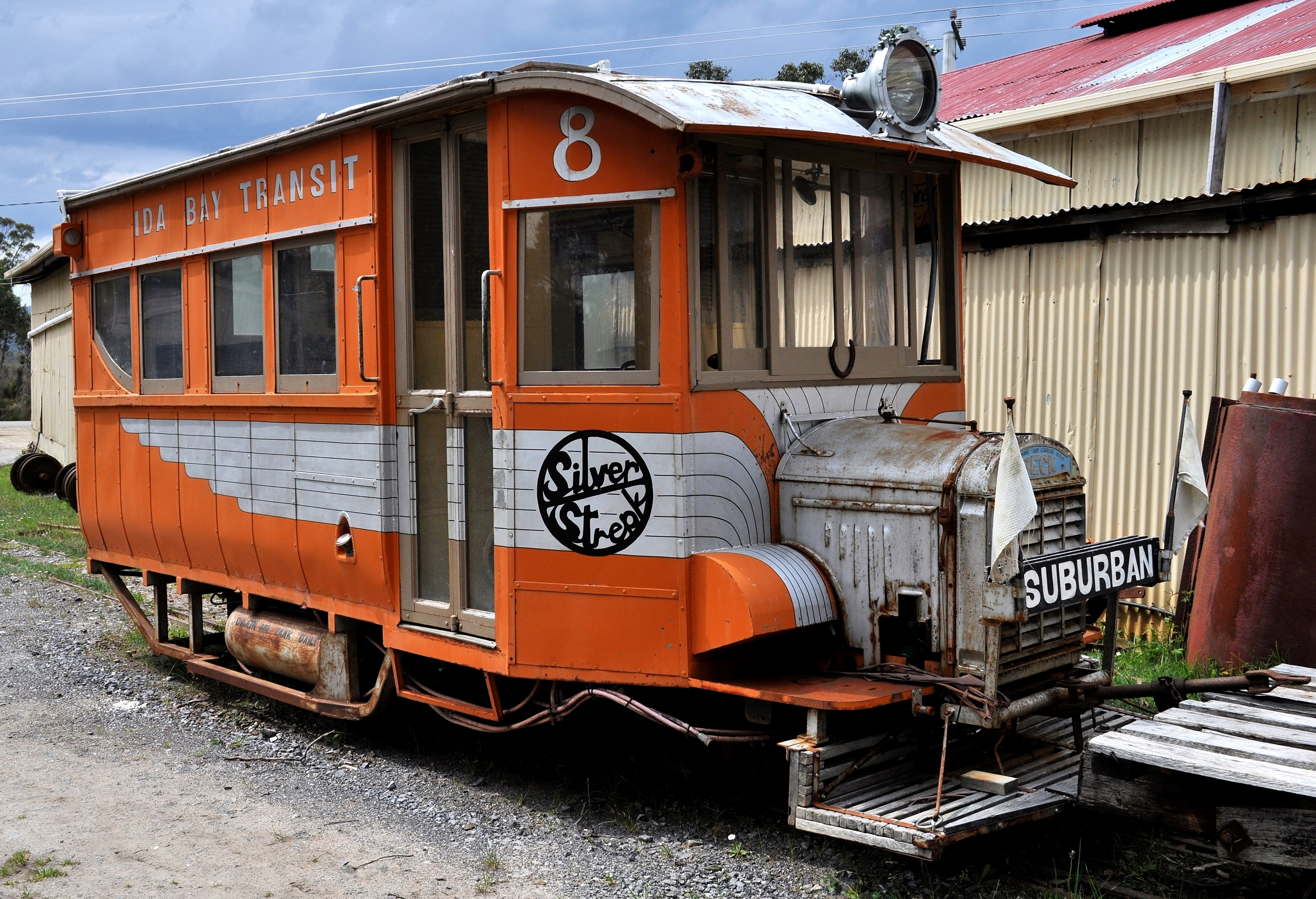
вагон туристичної залізниці Іда-Бей

У 1975-му перейшли на вивіз вапняку автотранспортом, після чого залізницю закрили (а потім перетворили на туристичний об’єкт). 
В 1979-му завод карбіду в Електроні припинив роботу, проте копальня Іді-Бей продовжила діяти і навіть збільшила свою потужність – біля 50 тисяч тонн вапняку на рік споживав як флюси цинкоплавильний завод у Гобарті, а 5 – 6 тисяч тонн використовували для потреб сільського господарства. Втім, невдовзі виникли побоювання, що діяльність копальні може пошкодити узяту під охорону систему печер Ексіт-Кейв (має довжину біля 24 кілометрів та претендує на звання найдовшої печери країни), і в 1992-му розробку вапняку припинили.